# Grenade aux Jeux olympiques d'été de 2012
La Grenade participe aux Jeux olympiques d'été de 2012 à Londres (Royaume-Uni), du 27 juillet au 12 août de la même année, pour la 8e fois lors de Jeux d'été.

## Médaillés
| Médaille | Nom          | Sport      | Compétition | Date   |
| -------- | ------------ | ---------- | ----------- | ------ |
| or       | Kirani James | athlétisme | 400 m       | 6 août |

## Athlétisme
Les athlètes de la Grenade ont atteint les minima de qualification dans les épreuves d'athlétisme suivantes (pour chaque épreuve, un pays peut engager trois athlètes, à condition qu'ils aient réussi chacun les minima A de qualification, un seul athlète par nation est inscrit sur la liste de départ si seuls les minima B sont réussis),.
Hommes
Courses
| Athlète       | Épreuve | Séries   | Séries | Quarts de finale | Quarts de finale | Demi-finales | Demi-finales | Finale       | Finale                         |
| Athlète       | Épreuve | Résultat | Rang   | Résultat         | Rang             | Résultat     | Rang         | Résultat     | Rang                           |
| ------------- | ------- | -------- | ------ | ---------------- | ---------------- | ------------ | ------------ | ------------ | ------------------------------ |
| Kirani James  | 400 m   | 45 s 23  | 9e     | NC               | NC               | 44 s 59 (SB) | 2e           | 43 s 94 (NR) | Médaille d'or, Jeux olympiques |
| Joel Redhead  | 200 m   | 21 s 22  | 46e    | NC               | NC               | –            | –            | –            | –                              |
| Paul Williams | 100 m   | exempt   | exempt | 10 s 65          | 48e              | –            | –            | –            | –                              |

Combinés – décathlon
| Athlète    | Épreuve  | 100 m   | SL     | LP      | SH     | 400 m   | 110 H | LD | SP | LJ | 1500 m | Total | Rang |
| ---------- | -------- | ------- | ------ | ------- | ------ | ------- | ----- | -- | -- | -- | ------ | ----- | ---- |
| Kurt Felix | Résultat | 11 s 12 | 7 s 63 | 13 s 28 | 2 s 05 | 50 s 17 | -     | -  | -  | -  | -      | -     | -    |
| Kurt Felix | Points   | 834     | 967    | 684     | 850    | 807     | -     | -  | -  | -  | -      | -     | -    |

Femmes
Courses
| Athlète               | Épreuve | Séries        | Séries | Quarts de finale | Quarts de finale | Demi-finales       | Demi-finales | Finale   | Finale |
| Athlète               | Épreuve | Résultat      | Rang   | Résultat         | Rang             | Résultat           | Rang         | Résultat | Rang   |
| --------------------- | ------- | ------------- | ------ | ---------------- | ---------------- | ------------------ | ------------ | -------- | ------ |
| Kanika Beckles        | 400 m   | DNS           | -      | NC               | NC               | –                  | –            | –        | –      |
| Neisha Bernard-Thomas | 800 m   | 2 min 03 s 23 | 17e    | NC               | NC               | 2 min 00 s 68 (SB) | 16e          | –        | –      |
| Janelle Redhead       | 200 m   | 23 s 08 (SB)  | 22e    | NC               | NC               | 23 s 51            | 24e          | –        | –      |

## Natation
| Athlète      | Épreuve          | Séries  | Séries | Demi-finales | Demi-finales | Finale | Finale |
| Athlète      | Épreuve          | Temps   | Rang   | Temps        | Rang         | Temps  | Rang   |
| ------------ | ---------------- | ------- | ------ | ------------ | ------------ | ------ | ------ |
| Esau Simpson | 100 m nage libre | 53 s 26 | 43e    | -            | -            | -      | -      |

## Taekwondo
Femmes
| Athlète           | Compétition | Huitièmes de finale | Quarts de finale    | Demi-finales        | Repêchage 1                | Repêchage 2         | Finale              | Finale |
| Athlète           | Compétition | Adversaire Résultat | Adversaire Résultat | Adversaire Résultat | Adversaire Résultat        | Adversaire Résultat | Adversaire Résultat | Rang   |
| ----------------- | ----------- | ------------------- | ------------------- | ------------------- | -------------------------- | ------------------- | ------------------- | ------ |
| Andrea St Bernard | -67 kg      | Nur Tatar (TUR) 1-5 | -                   | -                   | Paige McPherson (USA) 2-15 | -                   | -                   | -      |